# Gracixalus
Gracixalus is een geslacht van kikkers uit de familie schuimnestboomkikkers (Rhacophoridae). De groep werd voor het eerst wetenschappelijk beschreven door Magali Delorme, Alain Dubois, Stéphane Grosjean en Annemarie Ohler in 2005. De soorten behoorden eerder tot Philautus en later tot het niet meer erkende geslacht Aquixalus.
Er zijn elf soorten, inclusief de pas in 2015 beschreven soort Gracixalus seesom. Alle soorten komen voor in delen van Azië en leven in de landen China, Thailand en Vietnam, vermoedelijk ook in Myanmar. De soorten zijn aangetroffen op een hoogte van 1500 tot 2500 meter boven zeeniveau.

## Taxonomie
Geslacht Gracixalus
- Soort Gracixalus carinensis
- Soort Gracixalus gracilipes
- Soort Gracixalus jinxiuensis
- Soort Gracixalus lumarius
- Soort Gracixalus medogensis
- Soort Gracixalus nonggangensis
- Soort Gracixalus quangi
- Soort Gracixalus quyeti
- Soort Gracixalus seesom
- Soort Gracixalus supercornutus
- Soort Gracixalus waza

Beddomixalus · 
Chiromantis · 
Feihyla · 
Ghatixalus · 
Gracixalus · 
Kurixalus · 
Liuixalus · 
Mercurana · 
Nasutixalus · 
Nyctixalus · 
Philautus · 
Polypedates · 
Pseudophilautus · 
Raorchestes · 
Rhacophorus · 
Taruga · 
Theloderma